# 전계 강도
물리학에서, 장의 전계 강도(field strength)란 그 장에서 벡터의 크기이다.
이론물리학에서 전계 강도는 곡률 형식의 또 다른 이름이다. 전자기장 내에서 곡률 형식은 전기장과 자기장 요소의 반대칭 행렬과 같다. 즉, 전자기장 텐서를 의미한다.
무선주파수 전기 통신에서 전계 강도는 라디오 수신기에서 입력 신호를 받기 위해 특정 주파수에서 전압을 유도하여 수신 안테나에 들어온 수신된 전자기장의 크기이다. 전계 강도 측정기는 휴대전화, 방송, WiFi 및 기타 무선 통신 관련 다양한 장비에서 사용하고 있다.

## 같이 보기
- 중력장
- 신호 강도
- 전자기장 텐서